# Commersonia
Commersonia é um género botânico pertencente à família Malvaceae.

## Espécies
- Commersonia aspera
- Commersonia bartramia
- Comersonia cinerea

1. ↑  «Commersonia — World Flora Online». www.worldfloraonline.org. Consultado em 19 de agosto de 2020